# Funningen
Funningen is een plaats in de gemeente Borås in het landschap Västergötland en de provincie Västra Götalands län in Zweden. De plaats heeft 93 inwoners (2005) en een oppervlakte van 22 hectare. Funningen wordt voornamelijk omringd door bos en moerasachtig gebied, ook ligt de plaats aan het meer Gasslängen. De stad Borås ligt zo'n vijf kilometer ten noorden van het dorp.